# غيلبرت دينيسون هاريس
غيلبرت دينيسون هاريس (بالإنجليزية: Gilbert Dennison Harris)‏ هو إحاثي وأستاذ جامعي وجيولوجي أمريكي، ولد في 1864 في جيمستاون في الولايات المتحدة، وتوفي في 1952.